# Baulücke

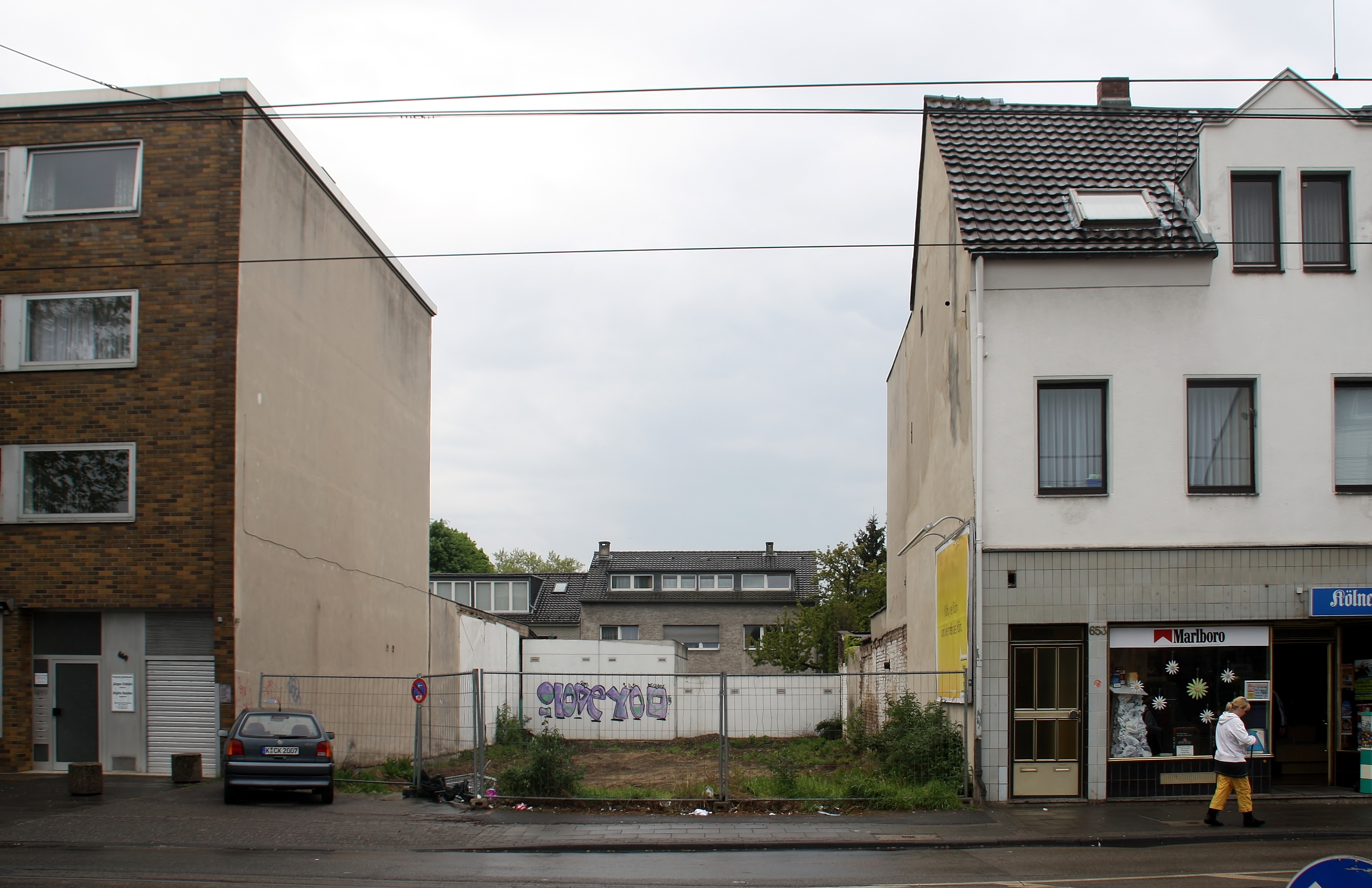
Baulücke auf der Neusser Straße in Köln-Weidenpesch

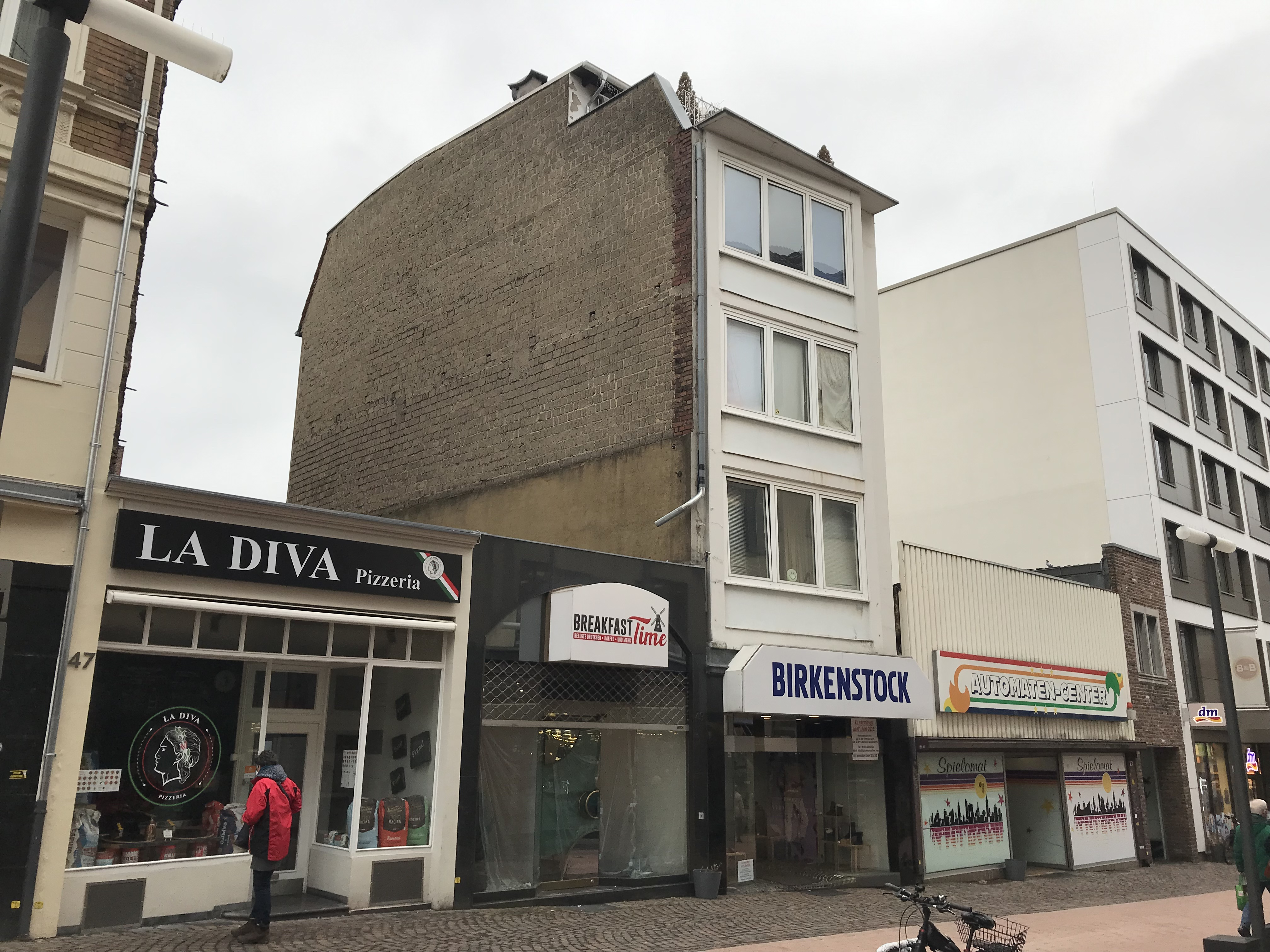
Kriegsbedingte Baulücken in der Großkölnstraße in Aachen (Fußgängerzone)

Baulücken sind Bereiche, in denen eine Bebauung im Gegensatz zu den umliegenden Bereichen (noch) nicht stattgefunden hat.

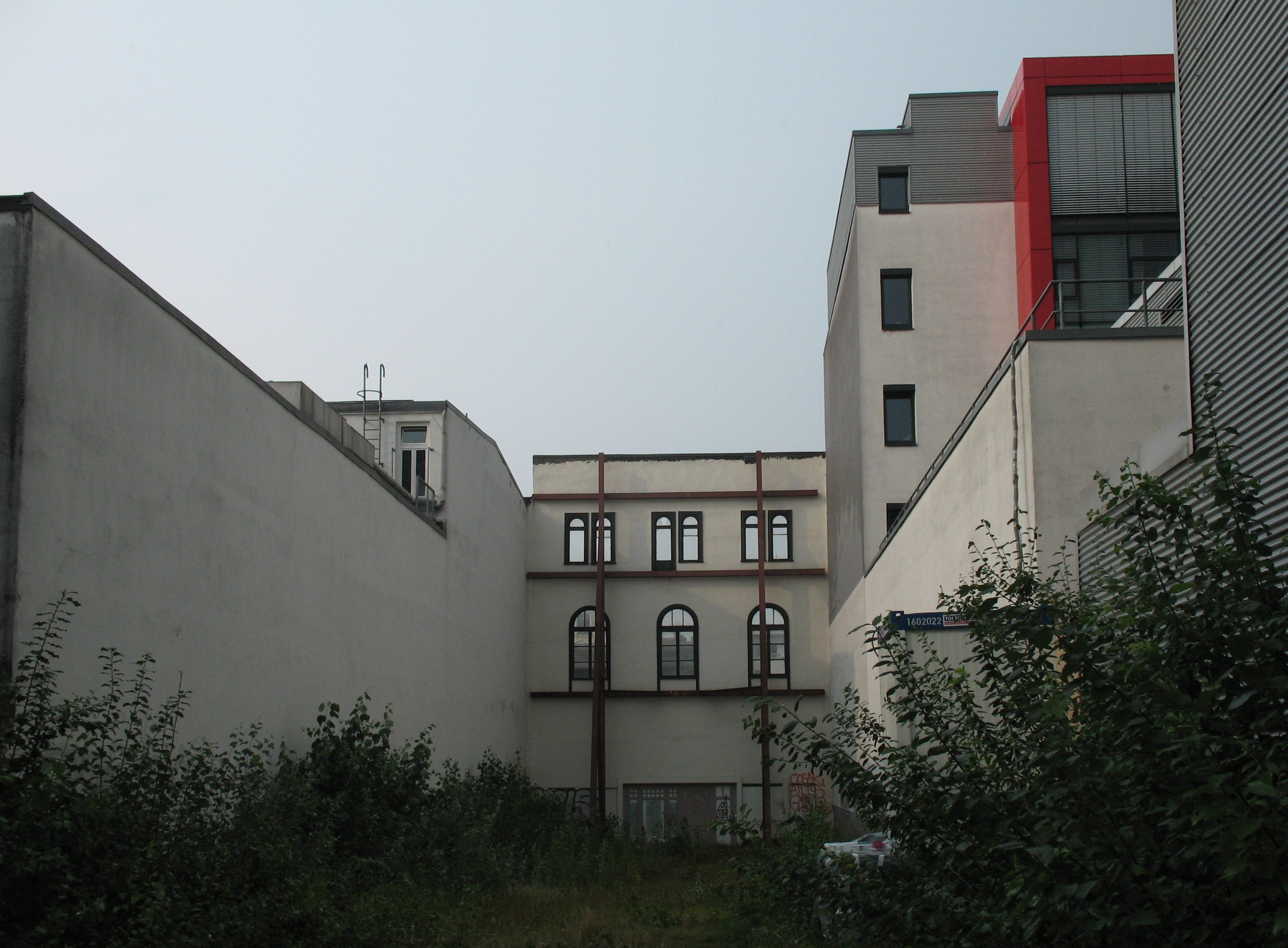
Baulücke hinter denkmalgeschützter Fassade (am Spielbudenplatz in Hamburg)

## Stadtplanung
In der Stadtplanung und im Städtebau werden unbebaute Grundstücke innerhalb einer ansonsten geschlossenen Bebauung als Baulücken bezeichnet. Es kann sich dabei auch um Grundstücksteile oder um mehrere Grundstücke ortsüblicher Größe handeln. Sie sind (in Deutschland) üblicherweise sofort oder kurzfristig bebaubar, da sie baurechtlich im Innenbereich liegen. Außerdem sind Erschließungseinrichtungen in der Regel ausreichend vorhanden oder können ohne erheblichen Aufwand hergestellt werden.

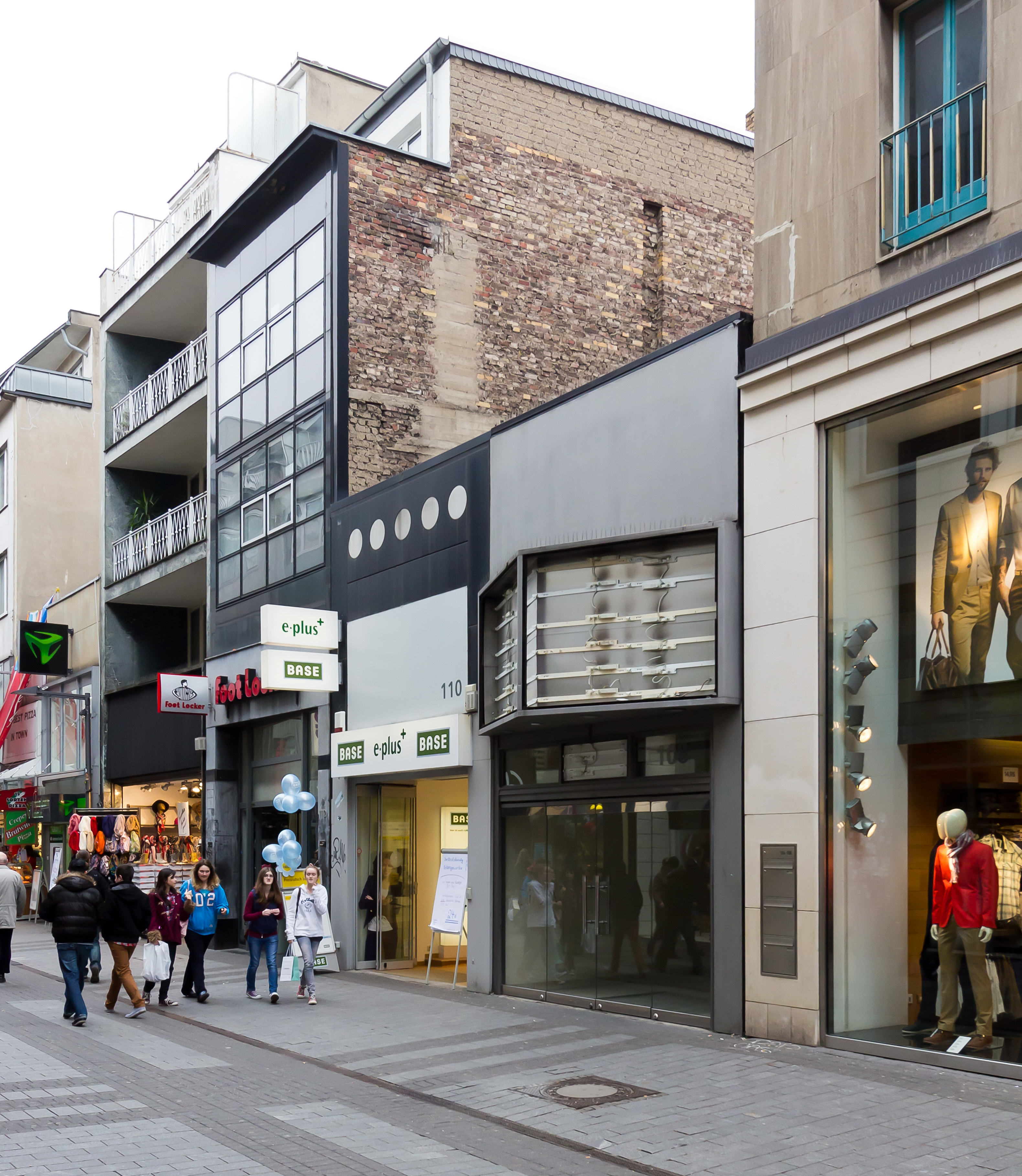
Eingeschossige Minderbebauung in der Hohe Straße, Köln, die zu den meistfrequentierten Einkaufsstraßen Deutschlands zählt

Als Form der Baulücke wird auch verstanden, wenn eine mehrgeschossige Straßenfront durch ein Gebäude mit wesentlich weniger Stockwerken unterbrochen wird. Dies wird auch als Minderbebauung bezeichnet, da hier eine Möglichkeit zur Aufstockung gesehen wird.
Grundstücke mit bisher geringer Nutzung, wie im Falle von Gartenlauben, Werbetafeln oder Garagen, werden ebenfalls häufig als Baulücken bezeichnet.
Baulücken sind oft noch eine Folge des Zweiten Weltkrieges. Manche kriegszerstörten Gebäude wurden bis heute nicht wiedererrichtet, oder es entstanden Minderbebauungen als Provisorien in den 1950er Jahren, welche bis heute überdauert haben. Sie können auch Folge des Demographischen Wandels sein. Gründe für die Nichtbebauung durch die Grundstückseigentümer können unter anderem in mangelnder Rentabilität, Erbrechtsstreitigkeiten oder privater Bodenbevorratung liegen.
Die Nachverdichtung von Baugebieten durch höhere bauliche Ausnutzung von Baulücken und Minderbebauung stellt eine präferierte Strategie der Stadtentwicklung dar, da die Flächenneuinanspruchnahme reduziert und öffentliche Infrastruktur effizienter ausgenutzt wird.

### Beispiele
In Köln gibt es seit 1990 ein städtisches „Baulückenprogramm“, mit dessen Hilfe von rund 5700 systematisch erfassten Baulücken mehr als 3200 bebaut werden konnten. In dessen Rahmen wurde 2011 die 20.000. Wohnung gebaut. Die Stadt versucht mit Gesprächen und Beratungsangeboten Eigentümer zu bewegen, die jeweilige Baulücke zu schließen. Gleichwohl gab es 2011 noch immer 2500 Baulücken-Grundstücke, auf denen nichts geschehen ist. Diese haben nach Angaben der Stadt Köln ein Potenzial für rund 15.500 Wohnungen. An besonders geeigneten Stellen der Innenstadt gibt es immer noch Baulücken oder Minderbebauung. In den Jahren vor 2015 entstanden in Köln jährlich rund 300 Wohneinheiten in Baulücken.
In der Messestadt Leipzig verblieb bis in die 2000er Jahre in der Hainstraße am ehemaligen Kleinen Joachimsthal eine Baulücke. Die für Messegäste in der Erdgeschosszone attraktiv gestaltete Passage war oberhalb der Sichtkante unsaniert und teilweise in Ruinenstruktur verblieben. Quer zwischen den Hauptstraßen war diese Passagengasse Jahre nach der Zerstörung im Zweiten Weltkrieg nicht mit aufgebaut worden und dem Verfall überlassen geblieben. Erst der nach der Wende einsetzende „Bauboom“ in der vormaligen DDR-Stadt brachte für Innenstadtflächen genügend Investitionen für die Bebauung.

## Straßenbau
Im Straßenbau werden noch nicht fertiggestellte Streckenabschnitte, deren Anschlussstrecke schon bis zum Kreuzungsort fertiggestellt wurde, als Baulücke bezeichnet. Ein Beispiel hierfür ist die beim Bau der Autobahn A 96 entstandene Lücke von der bayerisch-baden-württembergischen Grenze bis zur Baustelle im bayerischen Landesgebiet. Da die Strecke jeweils von dem Land gebaut wurde, auf dessen Gebiet sie liegt, ergab sich aufgrund unterschiedlicher Baugeschwindigkeit eine mehr als 13 Kilometer lange Sackgasse.